# Père Yvon
Père Yvon est le nom en religion de Jean-Marie Le Quéau, capucin né le 28 novembre 1888 à Guengat et mort le 13 mars 1955 au couvent des Capucins de Guingamp, qui fut aumônier des Terre-Neuvas et animateur de Radio-Morue.

## Biographie
Jean-Marie Le Quéau est brancardier pendant la Première Guerre mondiale au cours de laquelle il est blessé et décoré pour sa bravoure.
Jean-Marie Le Quéau fut ordonné prêtre en 1921 et nommé d'abord dans un couvent des Capucins de Lorient. En raison de son éloquence, il fut envoyé prêcher des missions dans des paroisses souvent assez déchristianisées de Bretagne où « il fait aussitôt scandale par l’énergie militante des sermons qu’il délivre ». En 1931, il est nommé aumônier des Terre-Neuvas et le resta jusqu'en 1940.
Il embarque alors à bord de bateaux d'assistance de la "Société des Œuvres de Mer" (laquelle arma successivement 7 navires-hôpitaux entre 1896 et 1939) notamment dans la décennie 1930 la goélette-hôpital Saint-Yves[réf. à confirmer], et se met au service des pêcheurs de morue, s'occupant du courrier, devenant animateur radio sur "Radio-Morue" (entre 1937 et 1939, un poste émetteur a été installé sur le navire-hôpital qui soignait les pêcheurs français et Radio-Morue diffusait des nouvelles de la France et de la pêche dans l’Atlantique Nord, passant aussi des chansons de mer et de terre pour remonter le moral des Terre-Neuvas) et réalisant des films qui témoignent de la dure vie des marins dans la décennie 1930. Son documentaire en noir et blanc «Marins Pêcheurs», réalisé entre 1934 et 1937 à l'aide d'une caméra 16 mm, témoigne de la vie quotidienne et dangereuse des marins participants à la grande pêche à Terre-Neuve. Il  renseigne également sur les techniques de pêche depuis la préparation des appâts et des lignes de pêche jusqu'aux différentes étapes de découpage et de traitement du poisson à bord.
Embarquant pendant 10 ans sur les goélettes de la grande pêche, il était surnommé "le Typhon" et était considéré comme l'abbé Pierre" des pêcheurs ne cessant de dénoncer les conditions déplorables faites aux marins (on lui doit le terme de « bagnards de la mer ») par les armateurs, les vies de chiens des jeunes graviers sur les bancs de Terre-Neuve.
Il écrit aussi quatre livres : Avec les pêcheurs de morue de Terre-Neuve et du Groënland (1936), A l'assaut de la jungle (1940), Les grands cœurs de la houle (1944) et Avec les bagnards de la mer (1946).
Il finit par indisposer sa hiérarchie en raison de son énergie militante (« Un tempérament de feu, une liberté d’esprit, une énergie indomptable, un génie de la communication au service d’un engagement militant en faveur des «forçats de la mer», en font une figure mythique ») qui l'envoya aux Indes : « il ne pouvait être dépaysé dans ce grouillement de misère et de vie intense, de Bombay à Calcutta ; c'était à sa taille » ; il y resta jusqu'en 1948 et en rapporta des films ethnographiques, notamment À l'assaut de la jungle et publia des articles témoignant de la misère du Sous-continent.
Il se retira au Couvent des Capucins de Guingamp où il est mort en 1955.
Son nom a été donné à une rue de Saint-Malo, à une place de Dinard, etc..